# Естественный резервуар
Естественный резервуар — долговременный хозяин патогенного (болезнетворного) организма. Резервуар обеспечивает патогену как биологическому виду возможность непрерывного существования.
В зависимости от естественного резервуара болезни человека делятся на антропонозы, где резервуаром является человек, и зоонозы, где резервуаром являются животные.
К естественным резервуарам иногда также относят абиотические (неживые) среды, например — почву или воду; болезни, вызываемые организмами, обитающими в почве, называют сапронозами.
Инфекция у хозяина-резервуара не обязательно приводит к явной болезни, но может протекать бессимптомно или субклинически.
Изучение естественных резервуаров способствует пониманию эпидемиологического цикла и оптимизации профилактических мероприятий.

## Примеры естественных резервуаров
- Человек является единственным известным резервуаром кори, полиомиелита и антропонозных форм кожного и висцерального лейшманиозов.
- Естественный резервуар бруцеллёза — парнокопытные животные.
- Летучие мыши — резервуар бешенства.
- Лисы, шакалы и собаки — резервуар Leishmania infantum, паразита, вызывающего детский висцеральный лейшманиоз.